# Orsinome phrygiana
Orsinome phrygiana är en spindelart som beskrevs av Simon 1901. Orsinome phrygiana ingår i släktet Orsinome och familjen käkspindlar. Inga underarter finns listade i Catalogue of Life.